# Плюйко Полікарп Порфирович
Поліка́рп Порфи́рович Плюйко́ (* 3 березня 1903, Білогорілка, Лохвицький повіт — † 1979, США) (літературний псевдонім Поль Половецький) — український поет, письменник та діяч діаспори.

## Життєпис
Батько його був першою людиною в селі, котрий навчився читати й писати від дяка, мати — домогосподарка, виховувала п'ятьох дітей. Його дід по батькові був учасником оборони Севастополя в часі Кримської війни, дослужився до чину унтер-офіцера. У віці трьох років переніс тяжкий плеврит, деструктивні явища залишилися на все життя.
Ходив до церковно-приходської школи, вчителі порадили батькам віддати його в Лохвицьку школу, де навчався в 1915—1923 роках, окремо навчався грі на фортепіано.
Вчителював по закінченні навчання в трудовій школі Глинська, при Сельбуді організував хор, в ньому диригував та акомпаніював.
1926 року побрався, вступив за рекомендаціями спілки «Робос» (робітників освіти) до Київського інституту інженерів шляхів, дружина до Київського медичного інституту, через місяць змушена перевестися до іншого ВНЗ — донос, що вона з куркульської родини; в 1929 року виключена й з іншого інституту.
1930 року по закінченні інституту відділом кадрів спрямований як «політично неблагонадійний» до роботи на Томську залізницю, в Топкинський район. У тому часі почав писати, написав низку віршів, які побачили світ лише по війні. 1935 року звільнений з роботи; прямує до Москви, у відділі кадрів залізниць поновлений і направлений в УРСР. Разом з тим перебував на постійному стеженні у НКВД — «демонстративно розмовляв з усіма працівниками установи лише по-українськи».
Брат його Іван, вчитель, на той час був закатований 1938 року (посмертно реабілітований 1958).
У липні 1941 року, не бажаючи евакуюватися на Урал, переховується в Києві.
1945 року опиняється в Західній Німеччині, у таборі утікачів в Міттенвальді, там працював учителем математики в українській гімназії.
1950 року переїхав до США. До 1968 року працював механічним інженером в Клівленді (штат Огайо).
Протягом 1958—1959 років плідно працював в Анн-Арбор (Мічиган) над створенням англо-російського математичного словника — разом з математиком, колишні вояком дивізії «Галичина», уродженцем Підгаєччини Цяпою Михайлом. У дискусіях з американцями, зокрема, професором А. Й. Ловотером (A.J.Lohwater), під час укладання словника, Плюйко, як з'ясувалося, найкраще знав російську мову — в результаті чого мав підписаний контракт на час писання словника; відстоював тезу про окремішність української мови від російської. 1961 року видані варіанти тлумачників Американською Математичною Асоціацією в США та Математичним Інститутом ім. В. А. Стєклова Академії Наук у СРСР (без згадки про Плюйка із суб'єктивних причин).
Професор одним із перших взявся досліджувати генезу Голодомору 1932—1933 років, послуговувався власним досвідом і спостереженнями та архівами американських газет, зокрема «The New York Times».
У серпні 1974 року написав коротку автобіографію «Мій родовід».
Вийшли друком:
- 1965 — історична поема-сатира «Цар Премудрий Саривон»,
- 1966 — «Проти течії» — праці-роздуми на соціально-політичні теми, «Наша Батьківщина», Канада,
- 1978 — лірика-сатира «Над безоднею», Буенос-Айрес,
- «Геєнна огненна».

Збереглися ненадруковані твори: «Записки крігсфербрехера», «Намісники Христа і їх діяння».
Друкувався у 1960-х роках у газеті «Наша Батьківщина», Торонто (Канада).

## Родина
Його син Борис Полікарпович  здобув науковий ступінь у Мічиганському університеті. Дочка, Оксана Плюйко-Воскобійник, передчасно померла, їй батько присвятив збірку «Над безоднею».